# Mino da Fiesole
Mino di Giovanni da Fiesole (født 1431 i Poppi i Casentino, død 11. juli 1484 i Firenze) var en italiensk billedhugger.
Mino da Fiesole blev uddannet som stenhugger i Fiesole og kom dernæst i lære hos den 3 år ældre Desiderio da Settignano i Firenze.
Hans buster var banebrydende inden for Renæssancens portrætkunst og eksemplificerer fint det 15. århundredes naturalistiske portræt, bl.a. med busten af Niccolo Strozzi (1454, i Bodemuseum) og busten af Piero de' Medici (1453, i Museo nazionale del Bargello).

## Arbejder
Han arbejdede en kort tid i Rom 1462 (tilkaldt af Paven til en prædikestol i Peterskirken), herefter atter 1471—80, men i øvrigt ellers mest i og ved Firenze (i Perugia 1473, et tabernakel; i Volterra 1471). Til hans yngre aArbejder hører et hovedværk som det pragtfulde gravmæle over biskop Salutati i Fiesoles domkirke og et vægalter, (med lette og graciøse fremstillinger af Madonna med Barnet, Tiggeren) sammesteds begge fra 1466. Nogle år efter påbegyndte han det skønne gravmæle i Desiderios smag — over grev Hugo von Anderslung i Badia (Firenze, først fuldendt 1481). Under det lange Rom-ophold var han stærkt sysselsat: Gravmælet over Pave Paul II (nu kun i rester i Vatikanets grotter), Hieronymus-alter for Santa Maria Maggiore, Tornabuoni-gravmælet i Santa Maria Minerva og så fremdeles. Mino da Fiesole udfoldede i det hele en mægtig virksomhed, til tider særlig i de senere År lidt rutinefabrikmæssigt. Mino da Fiesole var virtuosen i marmoret, som han sjældnere behandlede dybtgående, men gerne i en let og elegant overfladevirkning; stenhuggeren — sådan som Desiderio havde fundet ham, da han førte ham over i Kunstens rige — sad stadig i ham. Gennem sine masser af altre, tabernakler og gravmæler bidrog han væsentlig sit til at gøre den ny renæssancestil populær.
Den Kongelige Afstøbningssamling har otte værker af Fiesole.